# Stor snömossa
Stor snömossa (Anthelia julacea) är en bladmossart som först beskrevs av Carl von Linné, och fick sitt nu gällande namn av Barthélemy Charles Joseph Dumortier. Stor snömossa ingår i släktet snömossor, och familjen Antheliaceae. Arten är reproducerande i Sverige. Inga underarter finns listade i Catalogue of Life.